# Марґо Гемінґвей
Марґо Луїза Гемінґвей (англ. Margaux Louise Hemingway; нар. 16 лютого 1954, Портленд, Орегон, США — пом. 1 липня 1996, Санта-Моніка, Каліфорнія, США) — американська модель та акторка. Стала знаменитою як супермодель в середині 1970-х років, з'являючись на обкладинках видань «Cosmopolitan», «Elle», «Harper's Bazaar», «Vogue» і «TIME».
Марґо Гемінґвей підписала багатомільйонний контракт із «Fabergé» на роботу прес-моделлю парфумів «Babe». Була внучкою письменника Ернеста Гемінґвея.
Пізні роки акторки були понівечені широкоосвітлюваними у пресі епізодами наркозалежності та депресії, через що 1 липня 1996 року у віці 42 років завершилось її самогубством через передозування.

## Фільмографія
| Рік  |    | Українська назва        | Оригінальна назва         | Роль                 |
| ---- | -- | ----------------------- | ------------------------- | -------------------- |
| 1976 | ф  | Губна помада            | Lipstick                  | Крістін МакКормік    |
| 1979 | ф  | Риба-вбивця             | Killer Fish               | Габріель             |
| 1982 | ф  | Вони звуть мене Брюс?   | They Call Me Bruce?       | Кармен               |
| 1984 | ф  | Через Бруклінський міст | Over the Brooklyn Bridge  | Елізабет Андерсон    |
| 1984 | ф  | Машина смерті           | Killing Machine           | Жаклін               |
| 1987 | тф |                         | італ. Portami la luna     | Лін                  |
| 1987 | тф | Ґіла та Рік             | Gila and Rik              | Катеріна             |
| 1990 | ф  | Меса в сі-мінорі        | фр. La messe en si mineur | Софі                 |
| 1991 | ф  | Схованки душі           | Inner Sanctum             | Анна Роулінс         |
| 1992 | ф  | Секрет жінки            | A Woman's Secret          | Еллен Фостер         |
| 1992 | ф  | Замести сліди           | Frame-Up II: The Cover-Up | Джин Сіраж           |
| 1992 | ф  | Погане кохання          | Bad Love                  | Джекі                |
| 1992 | ф  | Подвійна одержимість    | Double Obsession          | Гізер Дваєр          |
| 1993 | ф  | Смертельні суперники    | Deadly Rivals             | агент Лінда Гавертон |
| 1994 | ф  | Схованки душі 2         | Inner Sanctum II          | Анна Роулінс         |
| 1995 | ф  | Порочний поцілунок      | Vicious Kiss              | Ліза                 |
| 1995 | кф |                         | фр. A comme acteur        |                      |
| 1996 | ф  | Небезпечний вантаж      | Dangerous Cargo           | Джулі                |
| 1996 | тф | Дороги до Вегасу        | Backroads to Vegas        | Кетрін               |